# Малышев, Сергей Иванович
Сергей Иванович Малышев (30 мая 1884, с. Пузачи Тимского уезда Курской губернии — 9 мая 1967, Ленинград) — советский энтомолог, основатель заповедника «Лес на Ворскле» (с 1999 входит в состав заповедника «Белогорье») в Белгородской области и Хопёрского заповедника в Воронежской области.

## Биография
С. И. Малышев родился в 1884 году в семье священника. 
С детства увлекался изучением перепончатокрылых. Первое его опубликованное исследование было проведено им в 14-летнем возрасте. Учился в Курской духовной семинарии, по окончании которой, в 1905 году поступил в Санкт-Петербургский университет. 
Летом 1908 году по поручению Русского энтомологического общества производил сбор материалов в пустыне Кызылкум.
В 1912 году работал на Мурманской биологической станции по изучению морских животных.
По окончании университета остался при кафедре зоологии и в 1913 году получил степень магистра зоологии и сравнительной анатомии. 
В 1914 году в Юрьевском (ныне — Тартуском) университете Малышев защитил диссертацию на тему «Жизнь и инстинкты цератины». 
В 1915—1916 работал приват-доцент Тартуского университета. Тогда же Малышев заинтересовался изучением поведения насекомых. 
В 1918 году перешёл в Научный институт им. П. Ф. Лесгафта в Петрограде, где заведовал зоопсихологическим отделом. В советское время Малышев был профессором Ленинградского университета, работал с И. П. Павловым в Колтушах, в Лесгафтовском и Сеченовском научных институтах, а в последние годы жизни — снова в Колтушах. Но кроме городских лабораторных исследований Малышев вел большую полевую работу, оставив после себя не только научные труды, но и созданные его усилием заповедники.
В 1919 году Сергей Иванович был командирован в Борисовку, которая в то время относилась к Курской губернии, для организации зоопсихологической станции. Борисовка находится в лесостепной зоне. Для этих мест изначально характерны были нагорные дубравы, тянущиеся по высоким правым берегам рек, остепненные участки и поросль байрачных лесов. В результате хозяйственной деятельности человека издревле заселявшего эти места, степи были почти полностью распаханы, нагорные дубравы сводились. Однако поблизости от Борисовки сохранилась реликтовая трехсотлетняя дубрава. Вплоть до революции этот лес по тем, или иным причинам находился под охраной: в XVII веке здесь пролегала Белгородская засечная черта, позже Пётр I, которому требовался отборный лес для строительства флота, запретил поруб деревьев в лесах, тянущихся вдоль рек, входящих в бассейн Днепра и Дона, а с начала XVIII века Борисовку приобрел сподвижник Петра I Б. П. Шереметьев. Вплоть до начала XX века дубрава использовалась потомками Шереметьева, как охотничье хозяйство. Вырубки там не велись, проход в лес был строжайше запрещен, лес охранялся. В начале XX века в 13 километрах от Борисовки прошла железная дорога и была открыта станция Новоборисовка. Появилась возможность вывозить строевой лес и владельцы угодий начали систематические вырубки. После революции начались и крестьянские порубки. 
В 1920 году С. И. Малышев направил в правительство советской республики письмо о необходимости охраны уникального леса. В результате в 1924 году принято решение о создании заповедника «Лес-на-Ворскле». 
В 1935 году С. И. Малышев был одним из организаторов Хопёрского заповедника, где два года работает заместителем директора по науке.
До 1936 года был профессором на кафедре энтомологии Ленинградского университета
С 1938 по 1950 годы заведовал лабораторией биологии насекомых в Институте физиологии им. И. П. Павлова в Колтушах. 
В 1951—1955 годах работал сотрудником группы академика Л. А. Орбели при Институте Лесгафта .